# Cody Longo
Cody Longo (Littleton (Colorado), 4 maart 1988 – Austin (Texas), 8 februari 2023) was een Amerikaans acteur en musicalartiest.

## Carrière
Longo maakte zijn acteerdebuut in 2006 in de film Hip Hop Kidz: It's a Beautiful Thing, waarin hij de rol van Eddie speelde. Daarnaast speelde hij nog rollen in onder andere de remake van Fame en de televisieserie Hollywood Heights, waarin hij Eddie Duran, een rockster speelt.

## Privéleven
Longo was getrouwd en had drie kinderen. Op 8 februari 2023 werd hij op 34-jarige leeftijd in zijn huis dood aangetroffen.

## Filmografie
- Hip Hop Kidz: It's a Beautiful Thing (2006)
- Ball Don't Lie (2008)
- Bring It On: Fight to the Finish (2009)
- High School (2010)
- Piranha 3D (2010)
- Lovelives (2011) (tv-film)
- The Silent Thief (2012)
- For the Love of Money (2012)
- Hollywood Heights (2012, televisieserie)
- Not Today (2013)
- Death house (2018)

- Biblioteca Nacional de España: XX4895828
- Bibliothèque nationale de France: cb16198786f (data)
- International Standard Name Identifier: 0000 0001 1479 6220
- Library of Congress Control Number: no2009166916
- Virtual International Authority File: 107565250
- WorldCat: E39PBJh4wQJy6dB7fgmpTw63Qq